# Bełz (hromada)
Bełz – hromada w rejonie szeptyckim obwodu lwowskiego Ukrainy. Siedzibą hromady jest miasto Bełz. Hromadę utworzono w 2020 roku w ramach reformy decentralizacji. Hromada graniczy z Polską.
Do 2024 w rejonie czerwonogrodzkim.